# Pinalia polystachya
Pinalia polystachya är en orkidéart som först beskrevs av Achille Richard, och fick sitt nu gällande namn av Carl Ernst Otto Kuntze. Pinalia polystachya ingår i släktet Pinalia och familjen orkidéer. Inga underarter finns listade i Catalogue of Life.